# Tomasz Korczak
Tomasz Korczak (ur. 4 września 1962 w Bystrzycy Kłodzkiej) – prawnik z wykształcenia, nauczyciel, samorządowiec, burmistrz miasta i gminy Międzylesie od 1998 roku.

## Życiorys
Ukończył prawo na Wydziale  Prawa, Administracji i Ekonomii Uniwersytetu Wrocławskiego. Po ukończeniu studiów przeniósł się do Międzylesia, gdzie pracował jako nauczyciel w miejscowych szkołach. Zaangażował się w działalność NSZZ „Solidarność” w Międzylesiu. W latach 1989–1990 stał na czele Komitetu Obywatelskiego. Po transformacji ustrojowej w 1990 r. został zastępcą kierownika Urzędu Rejonowego w Bystrzycy Kłodzkiej. W 1998 r. został wybrany do Rady Miasta i Gminy Międzylesie. W tym samym roku został przez tę radę powołany na urząd burmistrza, który sprawował do końca kadencji. W pierwszych bezpośrednich wyborach na urząd burmistrza z 2002 r. wygrał w pierwszej turze uzyskując 73,38% wszystkich głosów. Powtórzył ten sukces wyborczy 4 lata później zdobywając 89,13% głosów oraz 8 lat później z wynikiem 73,73%. W 2014 roku w drugiej turze wyborów samorządowych został wybrany na urząd burmistrza wygrywając w II turze z Łukaszem Czechem uzyskując wynik 54,76% ważnych głosów. W 2018 roku ponownie wygrał wybory na burmistrza miasta i gminy Międzylesie, zdobywając w I turze 51,65%
głosów.